# Слободян Микола Іванович
Мико́ла Іва́нович Слободя́н (18 серпня 1935, Андрушівка Житомирська область, УРСР — 4 грудня 2022, Київ) — український кінознавець, педагог та актор, а також автор документальних фільмів. Заслужений діяч мистецтв України (1995), кандидат мистецтвознавства, доцент. Проректор з наукової роботи КНУТКіТ імені І. К. Карпенка-Карого (2002—2005); директор Інституту екранних мистецтв Київського національного університету театру, кіно і телебачення імені Івана Карпенка-Карого (2005—2010); професор кафедри кінознавства КНУТКіТ імені І. К. Карпенка-Карого.

## Життєпис
Микола Іванович Слободян народився 1935 року в селищі Андрушівці Житомирської області. Після закінчення середньої школи поступив до Київського університету імені Тараса Шевченка на історико-філософський факультет, який закінчив 1958 року.
Працював у журналі «Народна творчість і етнографія». У 1961—64 роках навчався в аспірантурі Інституту мистецтвознавства, фольклору та етнографії АН УРСР, досліджував проблеми розвитку української кінопубліцистики.
У 1968 році успішно захистив дисертацію. У період з 1964 по 1979 рік працював в Інституті мистецтвознавства, фольклору та етнографії імені М. Т. Рильського АН УРСР молодшим науковим співробітником, науковим консультантом секції суспільних наук, старшим науковим співробітником відділу кінознавства, завідувачем відділу кінознавства.
У 1972 році розпочав педагогічну діяльність в Київському державному інституті театрального мистецтва імені І. К. Карпенка-Карого, яку продовжував аж до 2021 року. У 1983 році отримав вчене звання доцента. Працював деканом факультету кінематографії і телебачення зазначеного інституту. З 2002 по 2005 рік — проректор з наукової роботи Київського національного університету театру, кіно і телебачення імені І. К. Карпенка-Карого. З вересня 2005 року по 2010 рік М. І. Слободян очолював Інститут екранних мистецтв, який було утворено шляхом реорганізації факультету кінематографії і телебачення університету.
У 1994—1999 роках Микола Слободян був членом Національної ради України з питань телебачення і радіомовлення.
Також він був постійним членом журі Міжнародного дитячого, молодіжного фестивалю аудіовізуальних мистецтв «Кришталеві джерела», що проводився за підтримки Національної ради України з питань телебачення і радіомовлення.
Микола Іванович Слободян — автор наукових публікацій, присвячених дослідженню широкого спектра проблем історії та теорії українського кіномистецтва. Основна сфера інтересів творчих і наукових Миколи Слободяна — кіномистецтво, телебачення, музика.
Викладав майже до останнього, пішов на заслужений відпочинок у 2021 році. Помер 4 грудня 2022 року. Був кремований.

### Сім'я
- Син — телепродюсер (телеканал ICTV), колишній оператор Андрій Слободян (нар. 1962).
  - Колишня невістка — телеведуча Тала Калатай.

## Нагороди
- Заслужений діяч мистецтв України (1995).
- У 2010 році отримав премію Телетріумф у номінації «За особистий внесок у розвиток українського телебачення».[7]
- Орден «За заслуги» III ступеня.
- Грамота Верховної Ради України «За особливі заслуги перед українським народом».[1]

## Вибрана фільмографія

### Актор
- 1990 — «Меланхолійний вальс»
- 1985 — «Розповідь барабанщика»
- 1983 — «Останній доказ королів»
- 1961 — «Українська рапсодія»